# Tre Valli Varesine 2017
La Tre Valli Varesine 2017, novantasettesima edizione della corsa, valevole come evento dell'UCI Europe Tour 2017 e della Ciclismo Cup 2017, di categoria 1.HC, si svolse il 3 ottobre 2017 su un percorso di 192,9 km, con partenza da Saronno e arrivo a Varese, in Italia. La vittoria fu appannaggio del francese Alexandre Geniez, il quale terminò la gara in 4h49'08", alla media di 40,860 km/h, precedendo il connazionale Thibaut Pinot e l'italiano Vincenzo Nibali.
Sul traguardo di Varese 108 ciclisti, su 192 partiti da Saronno, portarono a termine la competizione.

## Squadre e corridori partecipanti
| N.      | Cod. | Squadra                         |
| ------- | ---- | ------------------------------- |
| 1-8     | SUN  | Team Sunweb                     |
| 11-18   | TBM  | Bahrain-Merida Pro Cycling Team |
| 21-28   | SKY  | Team Sky                        |
| 31-38   | MOV  | Movistar Team                   |
| 42-48   | ORS  | Orica-Scott                     |
| 51-58   | CDT  | Cannondale-Drapac               |
| 61-68   | AST  | Astana Pro Team                 |
| 71-78   | BOH  | Bora-Hansgrohe                  |
| 81-88   | ALM  | AG2R La Mondiale                |
| 91-98   | UAD  | UAE Team Emirates               |
| 101-108 | TFS  | Trek-Segafredo                  |
| 111-118 | FDJ  | FDJ                             |
| 121-128 | DDD  | Team Dimension Data             |

| N.      | Cod. | Squadra                       |
| ------- | ---- | ----------------------------- |
| 131-138 | ITA  | Italia                        |
| 141-148 | ICA  | Israel Cycling Academy        |
| 151-158 | ANS  | Androni-Sidermec-Bottecchia   |
| 161-168 | NIP  | Nippo-Vini Fantini            |
| 171-178 | BRD  | Bardiani-CSF                  |
| 181-188 | WIL  | Wilier Triestina-Selle Italia |
| 191-198 | GAZ  | Gazprom-RusVelo               |
| 201-208 | CJR  | Caja Rural-Seguros RGA        |
| 211-218 | SAN  | Sangemini-MG.K Vis            |
| 221-228 | AZT  | D'Amico-Utensilnord           |
| 231-238 | AMO  | Amore & Vita-Selle SMP        |
| 242-248 | UNI  | Unieuro Trevigiani-Hemus 1896 |

## Ordine d'arrivo (Top 10)
| Pos. | Corridore        | Squadra    | Tempo    |
| ---- | ---------------- | ---------- | -------- |
| 1    | Alexandre Geniez | AG2R       | 4h49'08" |
| 2    | Thibaut Pinot    | FDJ        | s.t.     |
| 3    | Vincenzo Nibali  | Bahrain    | s.t.     |
| 4    | Diego Ulissi     | UAE        | s.t.     |
| 5    | Davide Villella  | Cannondale | a 7"     |
| 6    | Sam Oomen        | Sunweb     | s.t.     |
| 7    | Gianni Moscon    | Sky        | s.t.     |
| 8    | Fabio Aru        | Astana     | s.t.     |
| 9    | Daniel Martínez  | Wilier     | a 17"    |
| 10   | Michael Albasini | Orica      | a 18"    |